# Jim Shoulder
James Shoulder (Esh Winning, 11 settembre 1946) è un allenatore di calcio, dirigente sportivo ed ex calciatore inglese, di ruolo difensore.

## Carriera

### Calciatore
Frequentò l'università di Durham e si formò calcisticamente nel Esh Winning Juniors, nel 1966 è in forza al Sunderland. Con i Black Cats gioca tre incontri nella First Division 1966-1967, chiusa al diciassettesimo posto finale.
Nell'estate 1967 con il Sunderland disputò il campionato nordamericano organizzato dalla United Soccer Association: accadde infatti che tale campionato fu disputato da formazioni europee e sudamericane per conto delle franchigie ufficialmente iscritte al campionato, che per ragioni di tempo non avevano potuto allestire le proprie squadre. Il Sunderland rappresentò i Vancouver Royal Canadians, che conclusero la Western Division al quinto posto finale.
Dal 1968 al 1973 giocò nello Scarborough, e poi due stagioni in Fourth Division con l'Hartlepool Utd prima di ritirarsi dal calcio giocato nel 1975.

### Allenatore
Dal 1976 al 1978 è il commissario tecnico della nazionale australiana, che guida nelle qualificazioni al campionato mondiale di calcio 1978. Con i socceros raggiunge il secondo turno delle qualificazioni, ottenendo il quarto posto del girone misto AFC e OFC.
Nel 1985 guida l'Australia Under-20 nella vittoria della OFC Youth Championship e alla partecipazione al Mondiale di categoria, in cui pareggiò due incontri e ne perdendone una.
Dal 1990 al 2001 guida l'Under-21 gallese.
Nel 2004 si trasferisce a Singapore per allenare i Warriors.
Shoulder è inoltre stato direttore dell'accademia calcistica di Shenzhen e allenatore nell'academy dello Sheffield Weds.

## Palmarès

### Giocatore

#### Competizioni nazionali
- FA Trophy: 1

Scarborough: 1972-1973